# Devět skal
Devět skal (836 m) je nejvyšší vrchol geomorfologického podcelku Žďárských vrchů a druhým nejvyšším vrcholem celé geomorfologické oblasti Českomoravské vrchoviny (po Javořici). Nalézá se na katastrálním území Moravské Křižánky 3 km jihozápadně od obce Křižánky a 4,5 km jižně od města Svratka v okrese Žďár nad Sázavou v kraji Vysočina.

## Skály
Skalní labyrint tvoří tři dlouhé hřebeny s devíti věžemi a tři malé věžičky.
- Hlavní blok – na jeho vrcholku je vyhlídka opatřená zábradlím. Je odtud výhled na sever směrem na Svratku, rozhraní Čech a Moravy. Směrem na východ z něho vybíhá hlavní hřeben s věžičkami Královského zámku, Žďárské a Záludné věže.
- Záludná věž (12 m)
- Žďárská věž
- Královský zámek (střední, nejdelší část hlavního hřebene Devíti skal)
- Dvojitá věž
- Pyramida
- Malá věž
- Strmá a šikmá věž

Křižánecký hřeben je celistvý hřebenovitý útvar nepravidelného půdorysu, proti hlavnímu hřebenu Devíti skal, dlouhý asi 60 metrů. Vyšší část s kolmou údolní stěnou má název Trůn, dvojitá věžička na okraji nese název Milenci. Výška stěn od 4 do 16 metrů.
Hrádek je osamělá skála, asi 50 metrů pod spodním koncem Křižáneckého hřebenu.
U cesty směrem na Křižánky se nachází rovněž horolezecky využívaná Bílá skála.

## Rozhled
Ze skalní vyhlídky je výhled severním a jižním směrem, v západním a východním směru brání ve výhledu vzrostlé stromy. Při pohledu na jih jsou vidět stožáry u nedalekých Studnic. V severním směru se rozprostírá blízké okolí s obcemi Chlumětín a Svratouch. Dobře patrná je budova meteorologické stanice nad Svratouchem. Při dobrém počasí je možné spatřit Krkonoše, Polabskou nížinu, Kunětickou horu, Broumovskou vrchovinu, Jizerské hory, Ještěd a některé vrcholy Ralské pahorkatiny, například vrch Ralsko.

## Ochrana
Devět skal je také přírodní památka ev. č. 707 v okolí vrcholu, lokalita Moravské Křižánky – část obce Křižánky v okrese Žďár nad Sázavou. Správa CHKO Žďárské vrchy.
Předmětem ochrany je zdejší skupina rulových skal. Z geomorfologického hlediska se jedná o mrazové sruby, které vznikly v důsledku mrazového zvětrávání. Chráněné území je v péči AOPK ČR - regionálního pracoviště Správa Chráněné krajinné oblasti Žďárské vrchy.

## Horolezecká lokalita
Skalní labyrint s věžemi, výška jejichž stěn se pohybuje od 5 až do 19 metrů, jsou vyhledávaným horolezeckým terénem. Z důvodu ochrany přírody je horolezecká činnost povolena pouze na severních stěnách hlavního hřebene a na jižní stěně Trůnu. Celkem je v této lokalitě vyznačeno na 110 lezeckých cest.

## Galerie

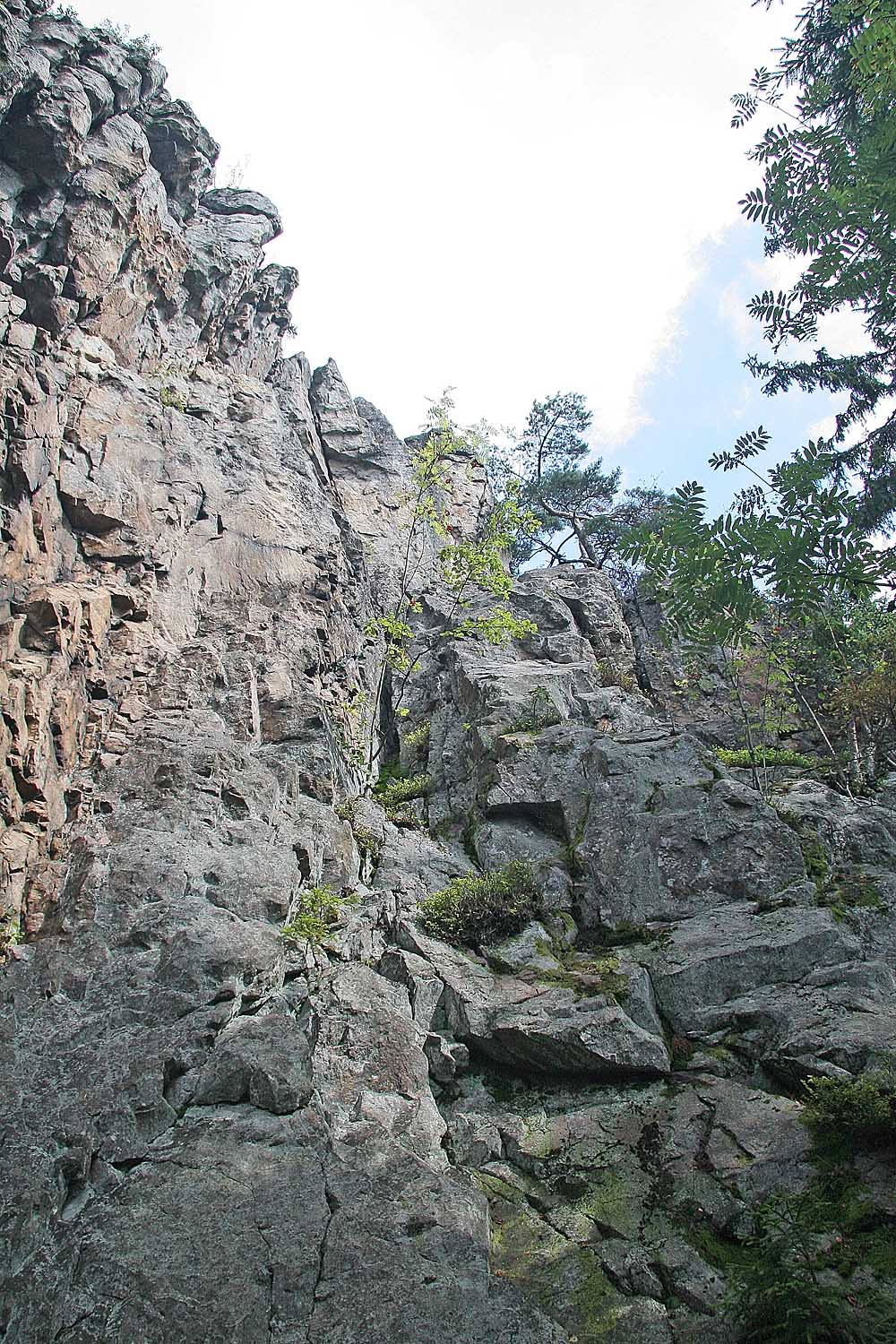
Skalní útvary na Devíti skalách – v hlavním bloku
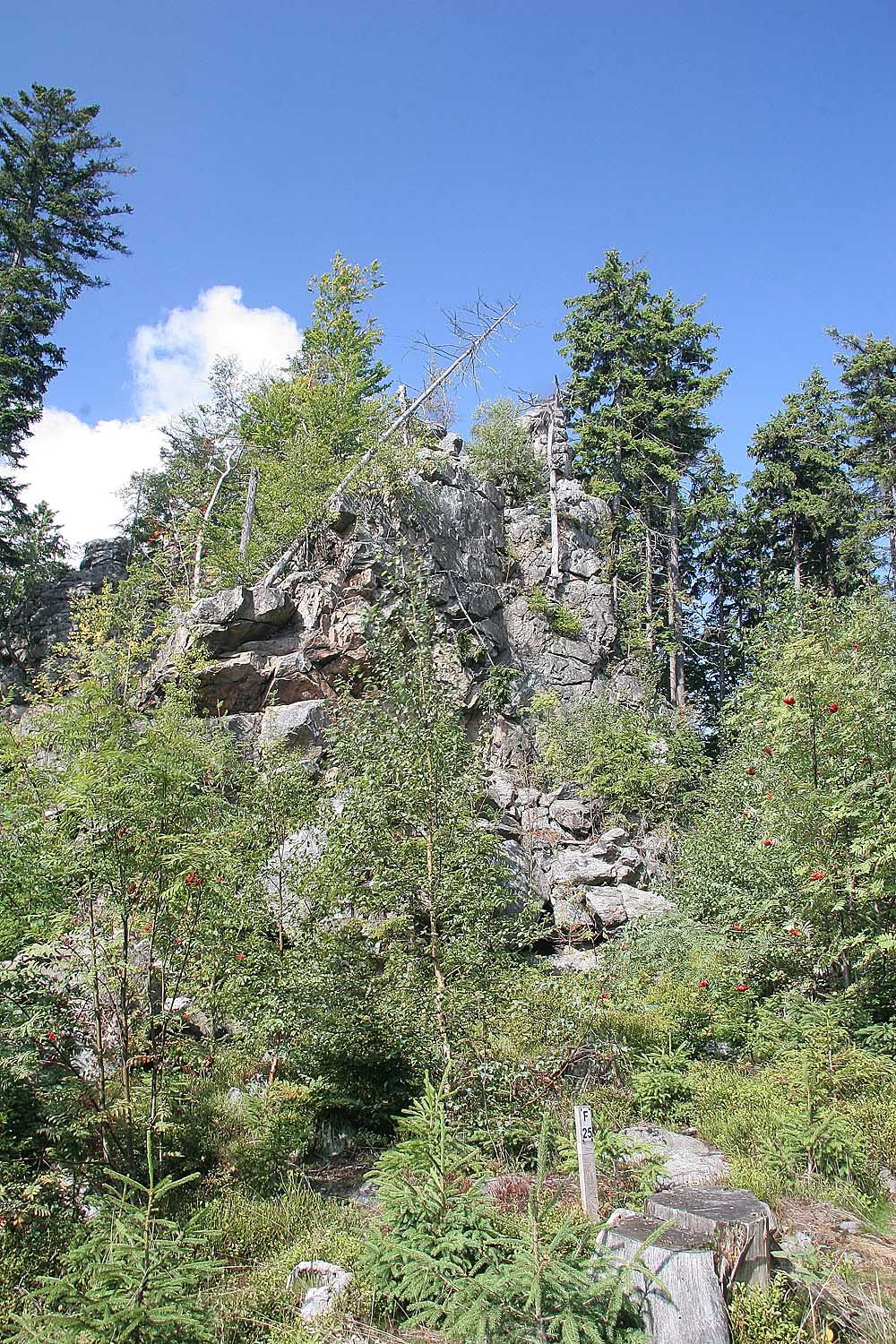
Skalní útvary na Devíti skalách Křižáneckého hřebenu
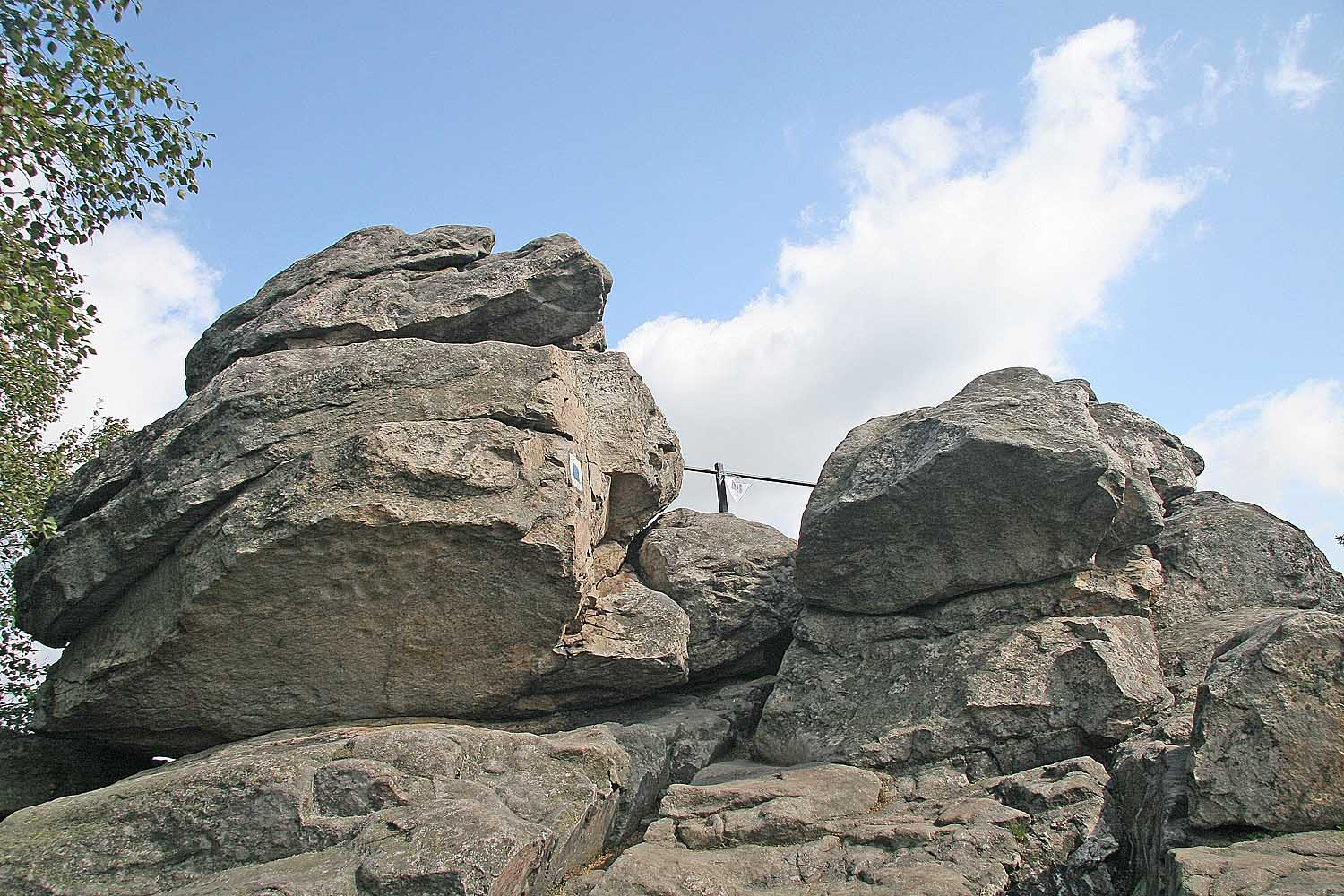
Vrcholová vyhlídka
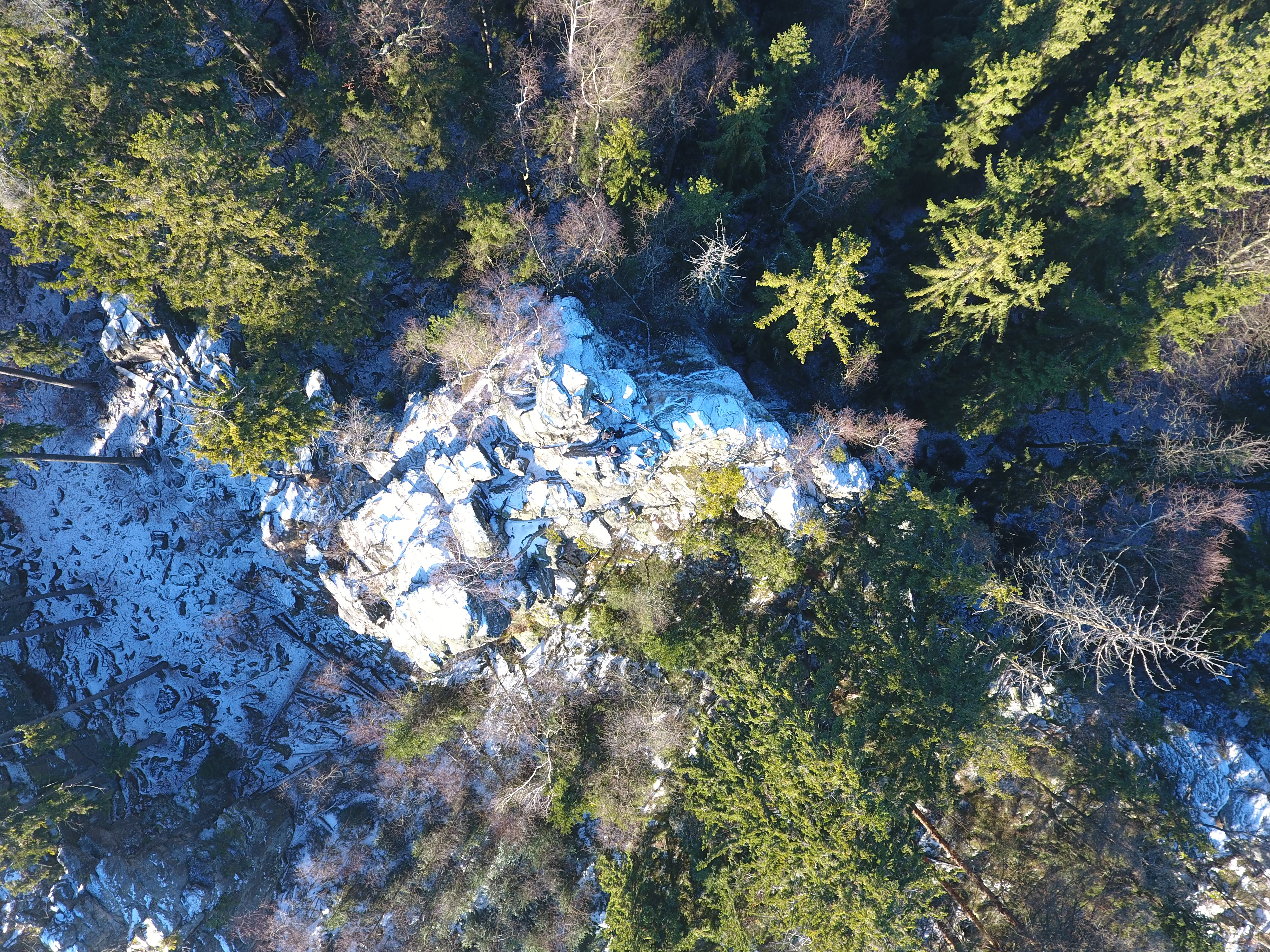
Skalnatý vrchol
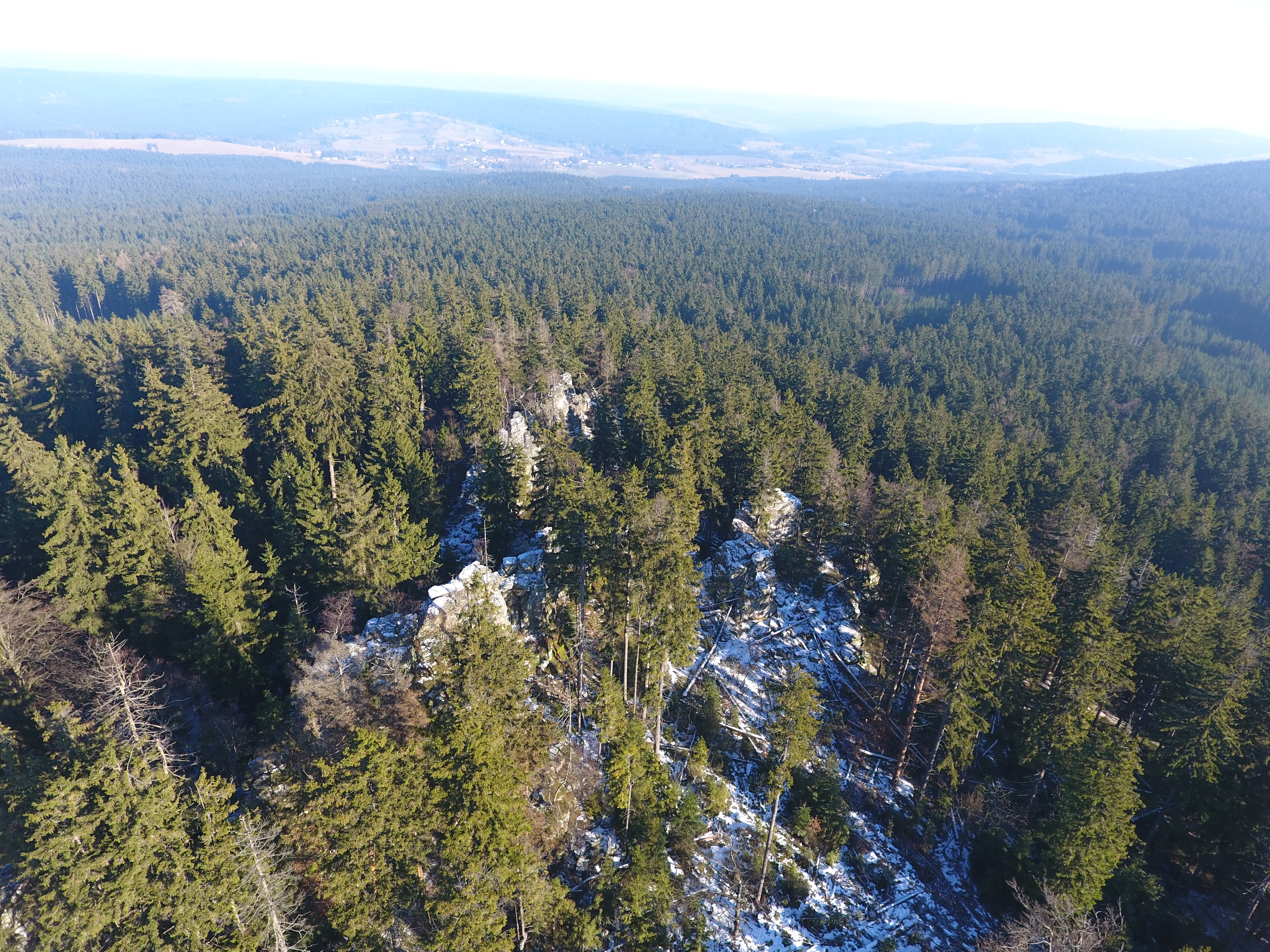
Devět skal - pohled z jihozápadu
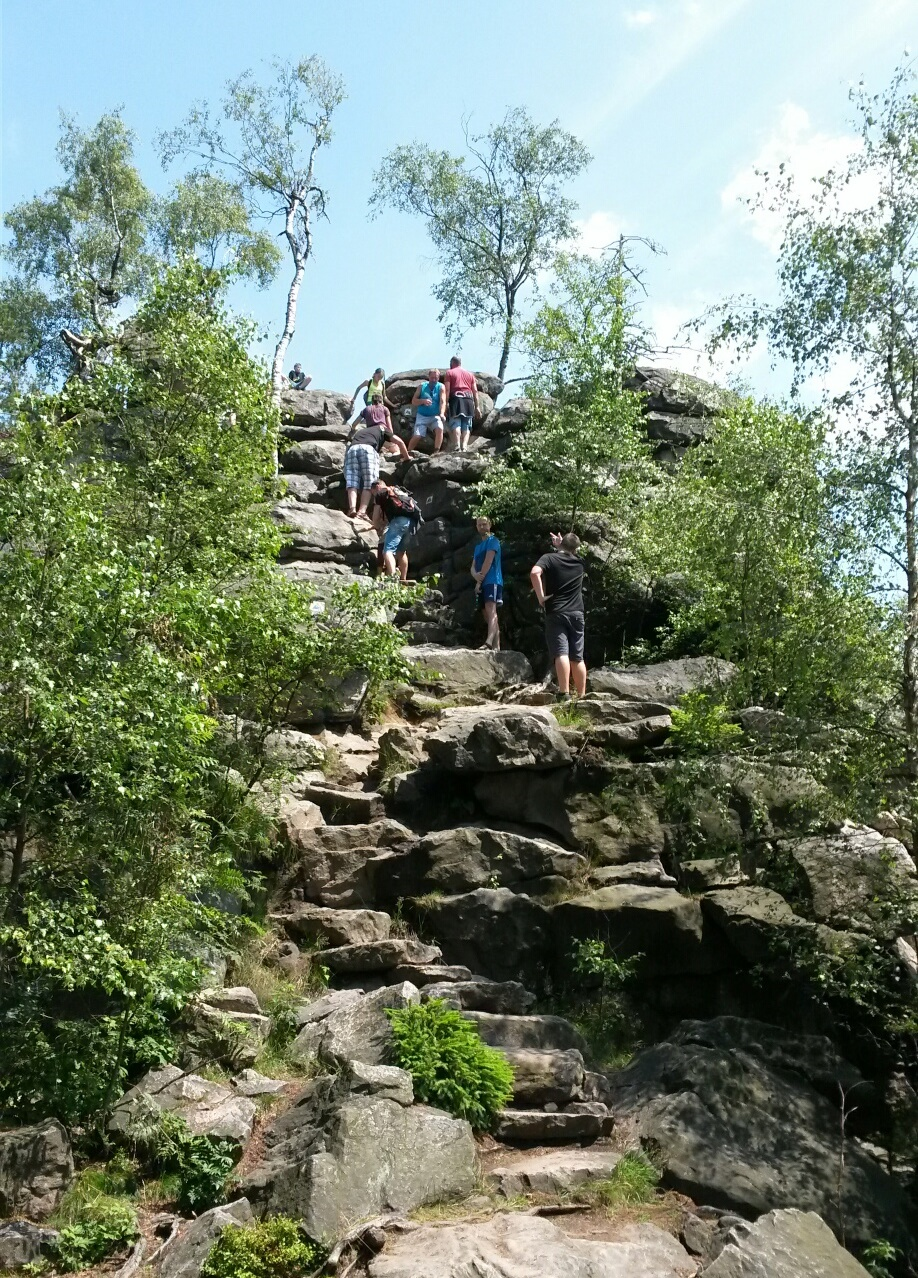
Vrchol Devíti skal v létě